# متغايرات الثقوب
متغايرات الثقوب (الاسم العلمي:Heterotremata) هي أصنوفة من السرطانات التي تضم تلك السرطانات التي فتحات الأعضاء التناسلية هي على القص في الإناث ولكن على الساقين في الذكور. وتضم 68 فصيلة في 28 فوق فصيلة.

## التصنيف
- متغايرات الثقوب
  - البطمونينات
    - البطمونات
      - البطموناوات
        - البطمون

### فوق فصائل
- Aethroidea
- Bellioidea
- Bythograeoidea
- Calappoidea
- Cancroidea
- Carpilioidea
- Cheiragonoidea
- Corystoidea
- Dairoidea
- Dorippoidea
- Eriphioidea
- Gecarcinucoidea
- Goneplacoidea
- Hexapodoidea
- Leucosioidea
- سلطعوناوات عنكبوتية
- Orithyioidea
- Palicoidea
- Parthenopoidea
- Pilumnoidea
- سلطعونات سابحة وأشباهها
- بطمونينات
- Pseudothelphusoidea
- Pseudozioidea
- Retroplumoidea
- Trapezioidea
- Trichodactyloidea
- Xanthoidea